# Physocypria
Physocypria is een geslacht van kreeftachtigen uit de klasse van de Ostracoda (mosselkreeftjes).

## Soorten volgensITIS
- Physocypria bullata Vavra, 1898
- Physocypria denticulata (Daday, 1905)
- Physocypria exquisita Furtos, 1936
- Physocypria fadeewi Dubowsky, 1927
- Physocypria gibbera Furtos, 1936
- Physocypria globula Furtos, 1933
- Physocypria inequivalva (Turner, 1893)
- Physocypria inflata Furtos, 1933
- Physocypria posterotuberculata Furtos, 1935
- Physocypria pustulosa (Sharpe, 1897)
- Physocypria xanabanica Furtos, 1936